# Richtlinie (EU) 2015/2302 (Pauschalreiserichtlinie)
Die Richtlinie (EU) 2015/2302 des Europäischen Parlaments und des Rates vom 25. November 2015 über Pauschalreisen und verbundene Reiseleistungen, kurz EU-Pauschalreiserichtlinie, gilt in allen EU-Mitgliedstaaten seit dem 1. Januar 2018.
Die neue Pauschalreiserichtlinie hat die frühere Richtlinie 90/314/EWG ersetzt und zum 1. Juli 2018 aufgehoben.

## Inhalt
Die meisten Reisenden, die Pauschalreisen oder verbundene Reiseleistungen abschließen, sind Verbraucher im Sinne des Verbraucherrechts der Europäischen Union. Während die deutsche Regelung den Reisenden nicht definiert, versteht § 2 Pauschalreisegesetz (Österreich) als Reisender „jede Person, die einen den Bestimmungen dieses Bundesgesetzes unterliegenden Vertrag zu schließen beabsichtigt oder die aufgrund eines solchen Vertrags berechtigt ist, Reiseleistungen in Anspruch zu nehmen“. Es ist allerdings nicht immer leicht, zwischen Verbrauchern und Vertretern kleiner Unternehmen oder Geschäftsleuten zu unterscheiden, die über dieselben Buchungskanäle wie Verbraucher Reisen zu geschäftlichen oder beruflichen Zwecken buchen. Es gilt jedoch, dass der Reisende keine Privatperson sein muss, denn nach den seit dem 1. Juli 2018 geltenden Regelungen ist auch der Unternehmer im Sinne des § 14 BGB vom Anwendungsbereich des Reiserechts bei Geschäftsreisen einbezogen, sofern er nicht über einen Rahmenvertrag bucht (§ 651a Abs. 5 Nr. 3 BGB). Damit fallen auch „Incentive-Reisen“ unter das neue Reiserecht, es sei denn, es besteht ein zuvor geschlossener Rahmenvertrag zwischen Reiseveranstalter und Unternehmer.
Die EU-Richtlinie wurde zum 1. Juli 2018 in allen EU-Mitgliedstaaten in das nationale Reiserecht übernommen. In Deutschland erfolgte die Transformation durch das Dritte Gesetz zur Änderung reiserechtlicher Vorschriften vom 21. Juli 2017 durch Änderung der §§ 651a ff. BGB. Geregelt ist die Pauschalreise, nicht dagegen die Individualreise und Tagesreise. Sie brachte den Rechtsbegriff verbundene Reiseleistungen (englisch linked travel arrangements) auf, der in § 651w BGB übernommen wurde. Für sie gilt lediglich ein Basisschutz. Bei Pauschalreisen haftet der Reiseveranstalter gemäß Reisevertrag verschuldensunabhängig für Reisemängel (§ 651i BGB), geregelt sind die beidseitigen Kündigungs- und Rücktrittsrechte vor Reiseantritt und während der Reise, die Ansprüche des Reisenden aus Minderung des Reisepreises, Schadensersatz, Aufwendungsersatz oder Abhilfe.